# Veľký Krtíš
Veľký Krtíš (in ungherese Nagykürtös) è una città della Slovacchia, capoluogo del distretto omonimo, nella regione di Banská Bystrica.

## Storia
I più antichi documenti storici che si riferiscono risalgono al secondo terzo del XIII secolo. Dopo il saccheggio ad opera dei tatari, nel 1245 una colonia di operai della città di Novohrad iniziò a stabilirsi in questo luogo. Nel Medioevo il villaggio si trovava lungo una via di comunicazione e di commercio nota come Veľká cesta ("grande strada"). 
Nel XVI e XVII secolo il territorio subì le incursioni degli ottomani e anche le rivolte interne. Dal 1554 al 1593 Veľký Krtíš dovette pagare tributo ai turchi e fece parte del sangiaccato di Novohrad. A metà del XVII secolo fu distrutta e abbandonata fino al 1680. 
Lo sviluppo urbano risale al XIX secolo, dopo l'abolizione della sudditanza dei contadini verso i proprietari terrieri. Fra il 1854 e il 1864 si sviluppa lo sfruttamento dei giacimenti di carbone locali. Nel 1950 fu costruito un nuovo quartiere per i minatori. Nel 1960 iniziò una crisi delle miniere di carbone, che segnò il declino economico e culturale della città e del distretto di Modrý Kameň. Perciò nel 1968 si decise di trasferire a Veľký Krtíš il capoluogo di distretto, aprendo nuove prospettive di sviluppo per la città, che fu accompagnato dalla nascita di industrie meccaniche, tessili e alimentari.

## Società

### Etnie
- Slovacchi - 70,9%
- Rom - 20,1 %
- Magiari - 4,2%
- Cechi - 0,8 %
- Ucraini - 0,1 %

### Religioni
- Cattolici di rito romano: 54,26%
- Senza appartenenza religiosa: 21,58%
- Evangelici: 16,00%
- Cattolici di rito bizantino: 0,34%
- Ortodossi: 0,16%